# James Barry Munnik Hertzog
James Barry Munnik Hertzog (Wellington, 3 april 1866 - Pretoria, 21 november 1942), bekend als J.B.M. Hertzog, was een Zuid-Afrikaans generaal en politicus. Hij diende als premier van de Unie van Zuid-Afrika van 1924 tot 1939. De literaire Hertzogprys is naar hem genoemd.

## Generaal Hertzog
J.B.M. (Barry) Hertzog werd op 3 april 1866 geboren in Wellington, Kaapkolonie (de huidige Kaapprovincie), uit een oud Kaaps geslacht van Boeren. Hij was het achtste kind van Johannes Albertus Munnik Hertzog en Susanna Maria Jacoba Hamman. Hij studeerde rechten aan het Victoria College van de Universiteit van Stellenbosch (waar hij zich reeds ergerde aan het feit dat het Engels in plaats van het Nederlands de voertaal was) en daarna aan de Universiteit van Amsterdam. Van 1892 tot 1895 had hij een advocatenpraktijk in Pretoria (Zuid-Afrikaansche Republiek). In 1895 werd hij rechter te Bloemfontein (Oranje Vrijstaat).
J.B.M. Hertzog klom tijdens de Tweede Boerenoorlog (1899-1902) van commandant op tot generaal. Als generaal viel hij met een groep Boerensoldaten met succes de Kaapkolonie binnen. Hij werd onderbevelhebber van het leger van Oranje Vrijstaat. Hij was geliefd bij zijn mannen en voorstander van guerrilla-acties tegen de Engelsen. Aanvankelijk voorstander van het voortzetten van de strijd tot het bittere einde, kwam hij later tot het inzicht dat verder bloedvergieten geen zin had en op 31 mei 1902 was hij een van de ondertekenaars van de Vrede van Vereeniging. Hierna ging hij in de politiek.

## Politicus Hertzog
J.B.M. Hertzog werd een vooraanstaand politicus in de Oranjerivierkolonie, zoals Oranje Vrijstaat nu door de Engelsen werd genoemd. In 1906 was hij een van de oprichters van de Orangia Unie Party die zich tot doel stelde de Afrikanercultuur te behouden en verzette zich heftig tegen assimilatie met de Engelsen. In 1907, het jaar dat de Oranjerivierkolonie zelfbestuur verwierf, trad Hertzog als procureur-generaal en minister van Onderwijs toe tot het kabinet van premier Abraham Fischer. In hetzelfde jaar werd hij ook voor het kiesdistrict Smithfield in het parlement gekozen. Hij bleef gedurende 33 jaar parlementslid. (eerst in het parlement van de Oranjerivierkolonie, daarna, sinds 1910, in het parlement van de Unie).
Als minister van Onderwijs van de Oranjerivierkolonie zette hij zich in voor tweetaligheid (Nederlands/Engels) in het onderwijs.
Hertzog speelde een leidende rol in de totstandkoming van de Unie van Zuid-Afrika (de vereniging van de Britse koloniën Oranjerivierkolonie, Kaapkolonie, Transvaal en Natal) op 31 mei 1910. Hertzog werd minister van Justitie onder de eerste premier van de Unie, Louis Botha. Hij bleef minister van Justitie tot 1912, toen hij in botsing was gekomen met premier Botha over diens pro-Engelse koers.

### Stichting van deNasionale Party
Hertzog stapte uit de Suid-Afrikaanse Party van Botha en richtte in juli 1914 met enkele "Oude Boeren" (veteranen uit de Tweede Boerenoorlog die altijd anti-Engels en anti-imperialistisch waren gebleven) de Nasionale Party (NP) op. De NP stelde zich tot doel de Afrikaner volksmassa te emanciperen, de Afrikanercultuur te behouden en het machtsmonopolie van de Engelstalige elite te breken. De NP was ook voorstander van segregatie van blanken en zwarten ("apartheid") en tegenstander van het kiesrecht voor zwarte Afrikanen ("Naturellen") en Kleurlingen (mensen van gemengde blanke en zwarte afkomst) in de Kaapprovincie. Segregatie werd door Hertzog en de zijnen overigens minder belangrijk geacht dan het breken van de macht van de Engelstaligen en Afrikanerverzoeners zoals Louis Botha en Jan Christian Smuts.
Tijdens de Maritz-rebellie koos Hertzog noch de zijde van de rebellen, noch die van de regering.
Hertzog verzette zich tegen de Zuid-Afrikaanse deelname aan de Eerste Wereldoorlog aan Britse zijde en bepleitte neutraliteit. In 1919 volgde Jan Christian Smuts premier Botha (†) op. Hoewel Hertzog en Smuts persoonlijk goed met elkaar overweg konden, stonden ze qua opvattingen lijnrecht tegenover elkaar. Smuts volgde de koers van Botha en Hertzog bleef zich verzetten tegen de Engelse hegemonie.
Bij de parlementsverkiezingen van 1915 verkreeg de Nasionale Party slechts 27 zetels, maar bij de parlementsverkiezingen van 1920 werd de NP met 44 zetels de grootste partij. Dankzij enkele overwegend Engelstalige partijen kon de Suid-Afrikaanse Party onder Smuts gewoon aan de macht blijven.

## Premier
Aanvankelijk genoot Smuts ook de steun van de arme blanken, totdat Smuts in 1922 het leger opdracht gaf een mijnwerkersstaking van blanke arbeiders in de Rand-streek met geweld te onderdrukken. Hertzog nam scherp stelling tegen het geweld en trad op als verdediger van de rechten van arme blanke arbeiders. Bij de parlementsverkiezingen van 1924 verkreeg de gecombineerde lijst NP-Labour Party de absolute meerderheid in de Volksraad (tweede kamer van het Parlement van Zuid-Afrika). Hertzog werd premier van een kabinet waarin NP- als (twee) Labour-politici zitting hadden. Vicepremier (en minister van Defensie) werd kolonel Frederic Creswell van de Labour Party.
Een van de eerste maatregelen die de regering Hertzog afkondigde was de vervanging van het Nederlands als een van de officiële talen van de Unie (de andere officiële taal was het Engels) door het Afrikaans (5 mei 1925). In 1927 werd de vlag van Zuid-Afrika veranderd en naast het "God save the King" werd "Die Stem van Suid-Afrika" het officiële volkslied van de Unie van Zuid-Afrika (1927). Hertzog liet sindsdien weten niet meer naar een republiek te willen streven - en dus de banden met Groot-Brittannië te verbreken - omdat Zuid-Afrika in zijn ogen al voldoende onafhankelijk was geworden. De felle Afrikanernationalisten zoals Daniel François Malan en de leden van de Broederbond vonden dat Hertzog te vaak compromissen nastreefde. Hij had volgens hen het "God save the King" als volkslied moeten afschaffen en hij had zijn republicanisme nooit mogen laten varen.
Bij de parlementsverkiezingen van 1929 verkreeg de NP de absolute meerderheid in de Volksraad en de Labour Party werd als coalitiepartij afgedankt. Desondanks konden Frederic Creswell en zijn socialistische collega, die inmiddels uit de Labour Party was gezet, als vicepremier aanblijven, ondanks verzet van de Kaapse afdeling van de NP.
Dankzij het Statute of Westminster (1931) verkreeg Zuid-Afrika als dominion volledige onafhankelijkheid binnen het Britse rijk. In datzelfde jaar verkrijgen blanke vrouwen kiesrecht.

## Verenigde Party
In 1933, na de parlementsverkiezingen, gingen de NP en de Suid-Afrikaanse Party (SAP) van Smuts een coalitie aan en werd Smuts vicepremier. Een jaar later, in 1934, fuseerden de NP en de SAP, geheel tegen de zin van de ultranationalistische vleugel van de NP, tot de Verenigde Party (VP). Als gevolg hiervan scheidden de ultranationalisten onder parlementslid Malan zich van de NP af en stichtten de Gesuiwerde Nasionale Party (GNP). Slechts één parlementslid van de NP volgde Malan en sloot zich bij de GNP aan, namelijk Johannes Gerhardus Strijdom.

## Grondlegger van deapartheid
Tijdens zijn laatste jaren als premier hield Hertzog zich vooral bezig met een verdere uitbreiding van de rassenwetten. Het landbezit voor zwarte Afrikanen werd verder beperkt, het stemrecht voor Kaapse zwarten werd afgeschaft (1936) en de reservaten voor "Naturellen" werden uitgebreid. Net als de latere apartheidspolitici zoals Hendrik Verwoerd en B.J. Vorster deed Hertzog het voorkomen alsof hij het "beste" met de zwarte bevolking voor had.
De liberale vleugel onder Jan Hofmeyr en Jan Smuts waren geen echte voorstanders van Hertzogs raciale politiek, maar omdat zij de "vrije hand" kregen betreffende de "verzoening" tussen Afrikaners en Engelstalige blanken, lieten zij Hertzog zijn gang gaan.

## Aftreden
Hertzog was een tegenstander van Zuid-Afrikaanse deelname aan de Tweede Wereldoorlog. Volgens Hertzog moest Zuid-Afrika neutraal blijven. Hierin stond hij lijnrecht tegenover zijn vicepremier Smuts, die - net als de meeste Engelstalige blanken en waarschijnlijk ook het grootste deel van de Afrikaners - voorstander was van deelname aan de oorlog aan de zijde van Groot-Brittannië. In het kabinet stemden in september 1939 7 tegen 6 ministers vóór oorlogsdeelname. Hertzog verwachtte dat het parlement anders zou oordelen. Echter, 80 tegen 67 parlementariërs stemden op 4 september 1939, vóór oorlogsdeelname. Het grootste deel van de vroege NP parlementariërs bleek ook voor te hebben gestemd. Na deze nederlaag trad Hertzog af (5 september) en werd door Smuts als premier opgevolgd. Hertzog brak met de VP en samen met 37 andere ex-VP-parlementariërs en Malans Gesuiwerde Nasionale Party vormde Hertzog de Herenigde Nasionale Party (HNP). Reeds in 1940 verlieten Hertzog en 25 van zijn aanhangers de HNP. Samen met 10 parlementariërs onder Nicolaas Havenga vormde Hertzog in 1941 de Afrikanerparty.

## Overlijden
Hertzog overleed in 1942 op 76-jarige leeftijd.

## Familie
In 1894 trouwde Hertzog met Wilhelmina Jacoba (Mynie) Neethling, bij wie hij drie kinderen kreeg. Een van zijn kinderen, Albert Hertzog, stichtte in 1969 met enkele "verkramptes" (verkrampten, ultraconservatieven) de Herstigte Nasionale Party (HNP) die zich kantte tegen de "verligtes" (verlichten) onder premier B.J. Vorster.

## Trivia

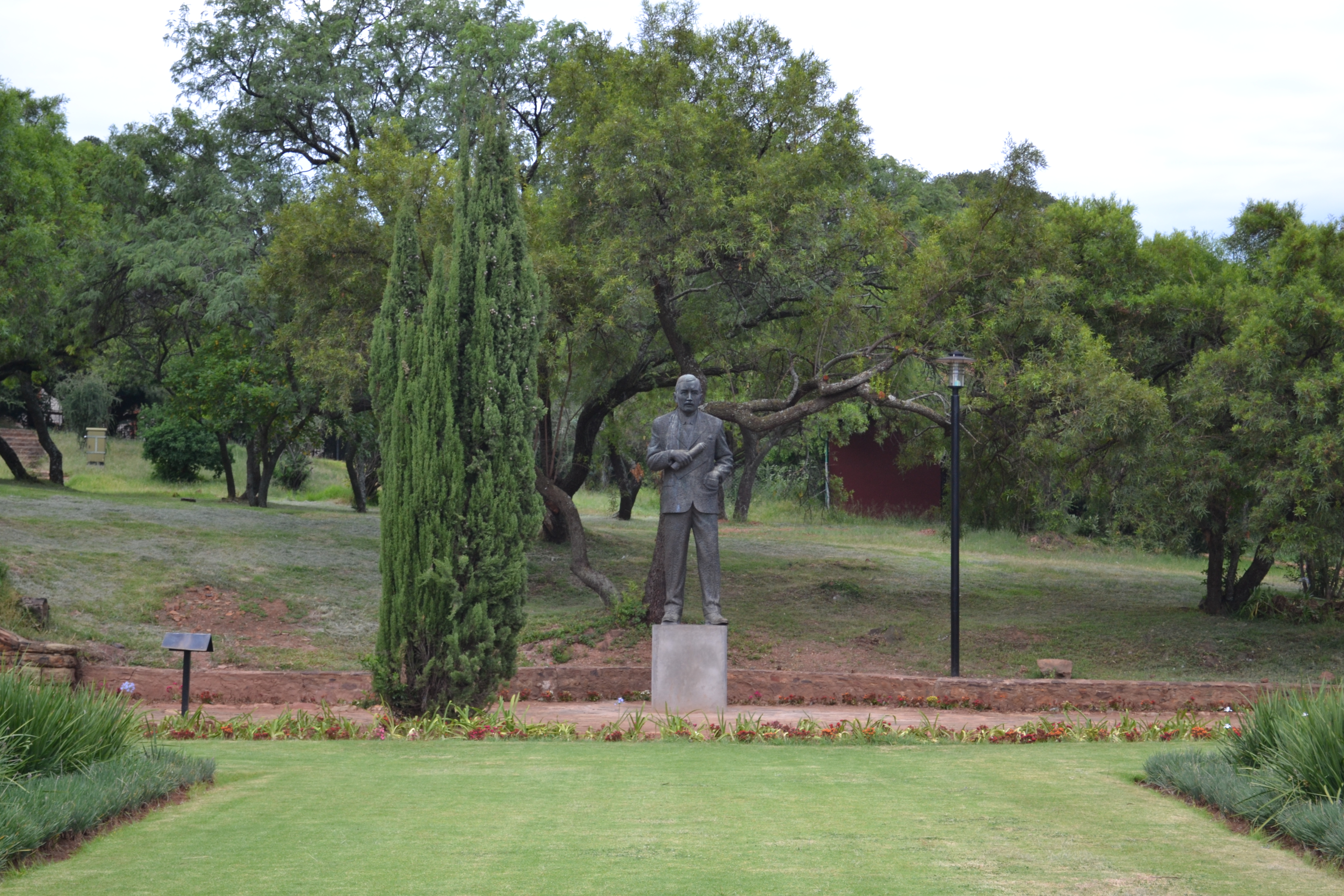
Standbeeld van Hertzog in het park in het Uniegebouw in Pretoria (2014)

- In de tuinen van de Uniegebouwen in Pretoria alsook op het Hertzog Square in Bloemfontein staan standbeelden van Hertzog.
- Het vliegveld van Bloemfontein heette tot 1995 "J.B.M. Hertzog Airport."

## Verwijzingen
1. ↑  Brian Lapping, De geschiedenis van de Apartheid (1986), blz. 57
2. ↑  Grote Winkler Prins Encyclopedie, 7de Druk, dl. 9, blz. 356, door: red. Winkler Prins (1976)
3. ↑  Maritz-rebellie: Opstand van Afrikanernationalisten onder leiding van kolonel Marie Maritz - met Duitse hulp - tegen de Engelsen aan het begin van de Eerste Wereldoorlog
4. ↑  Brian Lapping, De geschiedenis van de Apartheid (1986), blz. 61
5. 1 2  Brian Lapping,De geschiedenis van de Apartheid(1986), blz. 82
6. ↑  Brian Lapping,De geschiedenis van de Apartheid (1986), blz. 83
7. ↑  Brian Lapping, De geschiedenis van de Apartheid, (1986), blz. 91
8. ↑  Brian Lapping,De geschiedenis van de Apartheid (1986), blz. 92